# Victor-Charles Antoine
Pour les articles homonymes, voir Antoine.
Victor-Charles Antoine, né à Saint-Dié le 26 mai 1881 et mort à Colmar le 11 novembre 1959, est un sculpteur français. 

## Biographie
Victor-Charles Antoine naît à Saint-Dié le 26 mai 1881 au sein d'une famille de sculpteurs sur pierre.
Il étudie la gravure et la sculpture à l'École des Beaux-Arts de Nancy puis à celle de Dijon.
Antoine s'installe ensuite à Paris, où il expose régulièrement au Salon des artistes français entre 1911 et 1920 des bustes et des sujets et obtient en 1913 une mention honorable à ce salon. 
Mobilisé au 152e régiment d'infanterie lors de la Première Guerre mondiale, il sert dans les Vosges puis s'installe à Colmar (1918) où il exécute de nombreuses sculptures liées à la guerre.
À la Seconde Guerre mondiale, il est fait prisonnier à Colmar et est emprisonné à Strasbourg puis à Mannheim.
Victor-Charles Antoine meurt à Colmar le 11 novembre 1959.